# Guglielmo Federico di Hannover
Guglielmo Federico di Hannover, duca di Gloucester ed Edimburgo (Roma, 15 gennaio 1776 – Bagshot Park, 30 novembre 1834), fu un membro della famiglia reale britannica, bisnipote di Giorgio II di Gran Bretagna e nipote di Giorgio III del Regno Unito.

## Infanzia e gioventù

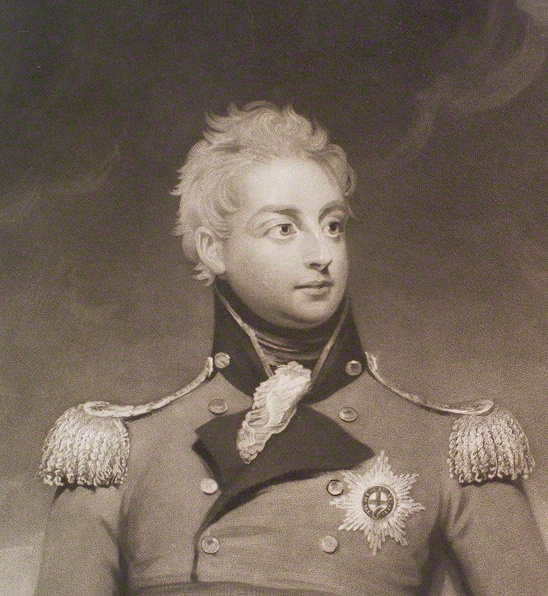
Il duca di Gloucester, in un'incisione di Sir William Beechey del 1826

Il principe Guglielmo Federico nacque a Roma, in Italia, il 15 gennaio 1776. Suo padre era il principe Guglielmo Enrico, duca di Gloucester, terzo figlio di Federico, principe di Galles; sua madre era la duchessa Maria di Gloucester ed Edimburgo figlia illegittima di Edward Walpole e nipote di Sir Robert Walpole. In quanto bisnipote di Giorgio II, fin dalla nascita egli ebbe titolo di Principe di Gran Bretagna e trattamento di Altezza.
Nel 1787 venne ammesso al Trinity College di Cambridge e conseguì il diploma nel 1790. Il 25 agosto 1805 morì suo padre, così Guglielmo Federico ereditò i titoli di Duca di Gloucester ed Edimburgo e Conte di Connaught. Dal 1811 fino alla sua morte, fu cancelliere dell'Università di Cambridge.

## Matrimonio
Il 22 luglio 1816 sposò la principessa Maria, sua prima cugina, e quarta figlia di re Giorgio III; il matrimonio venne celebrato a St. James's Palace, a Londra. Quel giorno il Principe Reggente gli garantì il trattamento di Altezza Reale, mediante un Order-in-Council.
Guglielmo Federico e la moglie andarono a vivere a Bagshot Park, nel Surrey; la coppia non ebbe figli.

## Ultimi anni
Durante la sua vita fu molto attivo ed il 27 aprile 1822 presiedette il primo Convegno Annuale Generale del nuovo club londinese delle università unite.
Il Duca di Gloucester ed Edimburgo morì il 30 novembre 1834 e venne sepolto nella cappella di San Giorgio, nel castello di Windsor.

## Titoli nobiliari, onorificenze e stemma

### Titoli
- 15 gennaio 1776 – 25 agosto 1805: Sua Altezza il Principe Guglielmo di Gloucester ed Edimburgo.
- 25 agosto 1805 – 22 luglio 1816: Sua Altezza il Duca di Gloucester ed Edimburgo.
- 22 luglio 1816 – 30 novembre 1834: Sua Altezza Reale il Duca di Gloucester ed Edimburgo.

### Onorificenze
- PC: Lord dell'Onorevolissimo Consiglio Privato di S.M.
- FRS: Socio della Royal Society

### Stemma
Guglielmo Federico utilizzò lo stemma di suo padre (cioè quello del regno, differenziato da un nastro d'argento a cinque punte, la centrale con un fiordaliso azzurro e le altre con un croce rossa), il tutto differenziato con un nastro argento.

## Antenati
|                                     |                                    |                                         | Genitori                                  |  |  | Nonni |  |  | Bisnonni                    |  |  | Trisnonni                  |  |
|                                     |                                    |                                         |                                           |  |  |       |  |  | Giorgio II di Gran Bretagna |  |  | Giorgio I di Gran Bretagna |  |
|                                     |                                    |                                         |                                           |  |  |       |  |  | Giorgio II di Gran Bretagna |  |  | Giorgio I di Gran Bretagna |  |
|                                     |                                    | Sofia Dorotea di Celle                  |                                           |  |  |       |  |  | Giorgio II di Gran Bretagna |  |  |                            |  |
| Federico di Hannover                |                                    |                                         |                                           |  |  |       |  |  | Giorgio II di Gran Bretagna |  |  |                            |  |
|                                     |                                    | Carolina di Brandeburgo-Ansbach         | Giovanni Federico di Brandeburgo-Ansbach  |  |  |       |  |  |                             |  |  |                            |  |
|                                     |                                    | Carolina di Brandeburgo-Ansbach         | Giovanni Federico di Brandeburgo-Ansbach  |  |  |       |  |  |                             |  |  |                            |  |
|                                     |                                    | Carolina di Brandeburgo-Ansbach         | Eleonora Erdmuthe di Sassonia-Eisenach    |  |  |       |  |  |                             |  |  |                            |  |
| Guglielmo Enrico di Hannover        |                                    | Carolina di Brandeburgo-Ansbach         |                                           |  |  |       |  |  |                             |  |  |                            |  |
|                                     |                                    | Federico II di Sassonia-Gotha-Altenburg | Federico I di Sassonia-Gotha-Altenburg    |  |  |       |  |  |                             |  |  |                            |  |
|                                     |                                    | Federico II di Sassonia-Gotha-Altenburg | Federico I di Sassonia-Gotha-Altenburg    |  |  |       |  |  |                             |  |  |                            |  |
|                                     |                                    | Federico II di Sassonia-Gotha-Altenburg | Maddalena Sibilla di Sassonia-Weissenfels |  |  |       |  |  |                             |  |  |                            |  |
| Augusta di Sassonia-Gotha-Altenburg |                                    | Federico II di Sassonia-Gotha-Altenburg |                                           |  |  |       |  |  |                             |  |  |                            |  |
|                                     |                                    | Maddalena Augusta di Anhalt-Zerbst      | Carlo Guglielmo di Anhalt-Zerbst          |  |  |       |  |  |                             |  |  |                            |  |
|                                     |                                    | Maddalena Augusta di Anhalt-Zerbst      | Carlo Guglielmo di Anhalt-Zerbst          |  |  |       |  |  |                             |  |  |                            |  |
|                                     |                                    | Maddalena Augusta di Anhalt-Zerbst      | Sofia di Sassonia-Weissenfels             |  |  |       |  |  |                             |  |  |                            |  |
| Guglielmo Federico di Hannover      |                                    | Maddalena Augusta di Anhalt-Zerbst      |                                           |  |  |       |  |  |                             |  |  |                            |  |
|                                     | Robert Walpole, 1º conte di Orford | Robert Walpole                          |                                           |  |  |       |  |  |                             |  |  |                            |  |
|                                     | Robert Walpole, 1º conte di Orford | Robert Walpole                          |                                           |  |  |       |  |  |                             |  |  |                            |  |
|                                     | Robert Walpole, 1º conte di Orford | Mary Burwell                            |                                           |  |  |       |  |  |                             |  |  |                            |  |
| Edward Walpole                      | Robert Walpole, 1º conte di Orford |                                         |                                           |  |  |       |  |  |                             |  |  |                            |  |
|                                     |                                    | Catherine Shorter                       | John Shorter                              |  |  |       |  |  |                             |  |  |                            |  |
|                                     |                                    | Catherine Shorter                       | John Shorter                              |  |  |       |  |  |                             |  |  |                            |  |
|                                     |                                    | Catherine Shorter                       | Elizabeth Philipps                        |  |  |       |  |  |                             |  |  |                            |  |
| Maria Walpole                       |                                    | Catherine Shorter                       |                                           |  |  |       |  |  |                             |  |  |                            |  |
|                                     |                                    | Hammond Clement                         | …                                         |  |  |       |  |  |                             |  |  |                            |  |
|                                     |                                    | Hammond Clement                         | …                                         |  |  |       |  |  |                             |  |  |                            |  |
|                                     |                                    | Hammond Clement                         | …                                         |  |  |       |  |  |                             |  |  |                            |  |
| Dorothy Clement                     |                                    | Hammond Clement                         |                                           |  |  |       |  |  |                             |  |  |                            |  |
|                                     |                                    | Priscilla Clement                       | …                                         |  |  |       |  |  |                             |  |  |                            |  |
|                                     |                                    | Priscilla Clement                       | …                                         |  |  |       |  |  |                             |  |  |                            |  |
|                                     |                                    | Priscilla Clement                       | …                                         |  |  |       |  |  |                             |  |  |                            |  |
|                                     |                                    | Priscilla Clement                       |                                           |  |  |       |  |  |                             |  |  |                            |  |